# Simon Russell Beale
Pour les articles homonymes, voir Beale.
Simon Russell Beale, né le 12 janvier 1961 à Penang en Malaisie, est un acteur britannique.

## Biographie
Fils d'un général de l'armée britannique et d'une médecin, il fait ses études secondaires au Clifton College puis s'inscrit au Gonville & Caius à Cambridge.
Simon Russell Beale commence sa carrière aux arts en 1985 et est célèbre pour jouer le Roi de cœur dans le téléfilm Alice au pays des merveilles aux côtés de Tina Majorino et Miranda Richardson. Il est apparu dans des drames télévisés, ainsi qu’au théâtre et dans de nombreuses comédies musicales ; il a remporté le Laurence Olivier Award du meilleur acteur dans une comédie musicale en 2000 pour Candide, suivi en 2003 du prix du meilleur acteur pour Oncle Vania. Dans les années 2010, il est connu pour ses rôles dans les séries télévisées MI-5 et Penny Dreadful, une série anglaise à succès dans laquelle il campe Ferdinand Lyle, un épigraphiste homosexuel du British Museum.
En 2024, il rejoint la distribution de la série télévisée House of the Dragon, préquelle de Game of Thrones, dans laquelle il incarne ser Simon Fort, gouverneur de Harrenhal.

## Filmographie

### Cinéma
- 1992 : Orlando : comte de Moray
- 1996 : Hamlet : le second fossoyeur
- 1999 : Un mari idéal (An Ideal Husband) : Sir Edward
- 2002 : Les Témoins (The Gathering) : Luke Fraser
- 2011 : The Deep Blue Sea de Terence Davies : Sir William Collyer
- 2011 : My Week with Marilyn : M. Cotes-Preedy
- 2014 : Into the Woods – le père du boulanger
- 2016 : Tarzan (The Legend of Tarzan) : M. Frum
- 2017 : My Cousin Rachel : Couch
- 2017 : La Mort de Staline (The Death of Stalin) d’Armando Iannucci – Lavrenti Beria
- 2018 : Museum (Museo) d’Alonso Ruizpalacios : Frank Graves
- 2018 : Operation Finale – David Ben Gourion
- 2018 : Marie Stuart, reine d'Écosse (Mary Queen of Scots) de Josie Rourke – Robert Beale (en)
- 2019 : Radioactive de Marjane Satrapi : Gabriel Lippmann
- 2021 : Benediction de Terence Davies : Robert Ross
- 2022 : La Ruse (Operation Mincemeat) de John Madden : Winston Churchill
- 2022 : Thor: Love and Thunder de Taika Waititi : Dionysos
- 2022 : The Outfit de Graham Moore
- 2023 : Le Jeu de la reine de Karim Aïnouz : Stephen Gardiner
- 2025 : Downton Abbey 3 de Simon Curtis
- 2026 : De Gaulle d'Antonin Baudry : Winston Churchill

### Télévision
- 1988 : A Very Peculiar Practice (série télévisée) – Mark Stibbs (1 épisode)
- 1992 : Downtown Lagos (mini-série)
- 1993 : The Mushroom Picker (mini-série) – Anthony
- 1995 : Persuasion (téléfilm) – Charles Musgrove
- 1997 : The Temptation of Franz Schubert (téléfilm) – Franz Schubert
- 1997 : A Dance to the Music of Time (mini-série) – Kenneth Widmerpool
- 1999 : Blackadder: Back & Forth – Napoléon Ier
- 1999 : Alice au pays des merveilles (téléfilm) – le Roi de cœur
- 2003 : The Young Visiters (téléfilm) – le prince de Galles
- 2004 : Dunkirk (docudrame télévisé) – Winston Churchill
- 2006 : John and Abigail Adams: America’s First Power Couple (série documentaire) – John Adams
- 2010-2011 : MI-5 saisons 9 et 10 (Spooks, série télévisée) – le secrétaire d’État à l’Intérieur
- 2012 : The Hollow Crown (série de téléfilms) – Falstaff
- 2014-2016 : Penny Dreadful – Ferdinand Lyle
- 2018 : La Foire aux vanités – John Sedley
- 2024 : House of the Dragon – Sir Simon Fort
- 2024 : Douglas Is Cancelled : Bently

## Honneurs

### Distinctions honorifiques
- CBE (2003)

### Récompenses
- British Academy Television Awards 2013 : meilleur acteur dans un second rôle pour The Hollow Crown